# Leptostomias haplocaulus
Leptostomias haplocaulus är en fiskart som beskrevs av Regan och Trewavas, 1930. Leptostomias haplocaulus ingår i släktet Leptostomias och familjen Stomiidae. Inga underarter finns listade i Catalogue of Life.